# Svartalfer

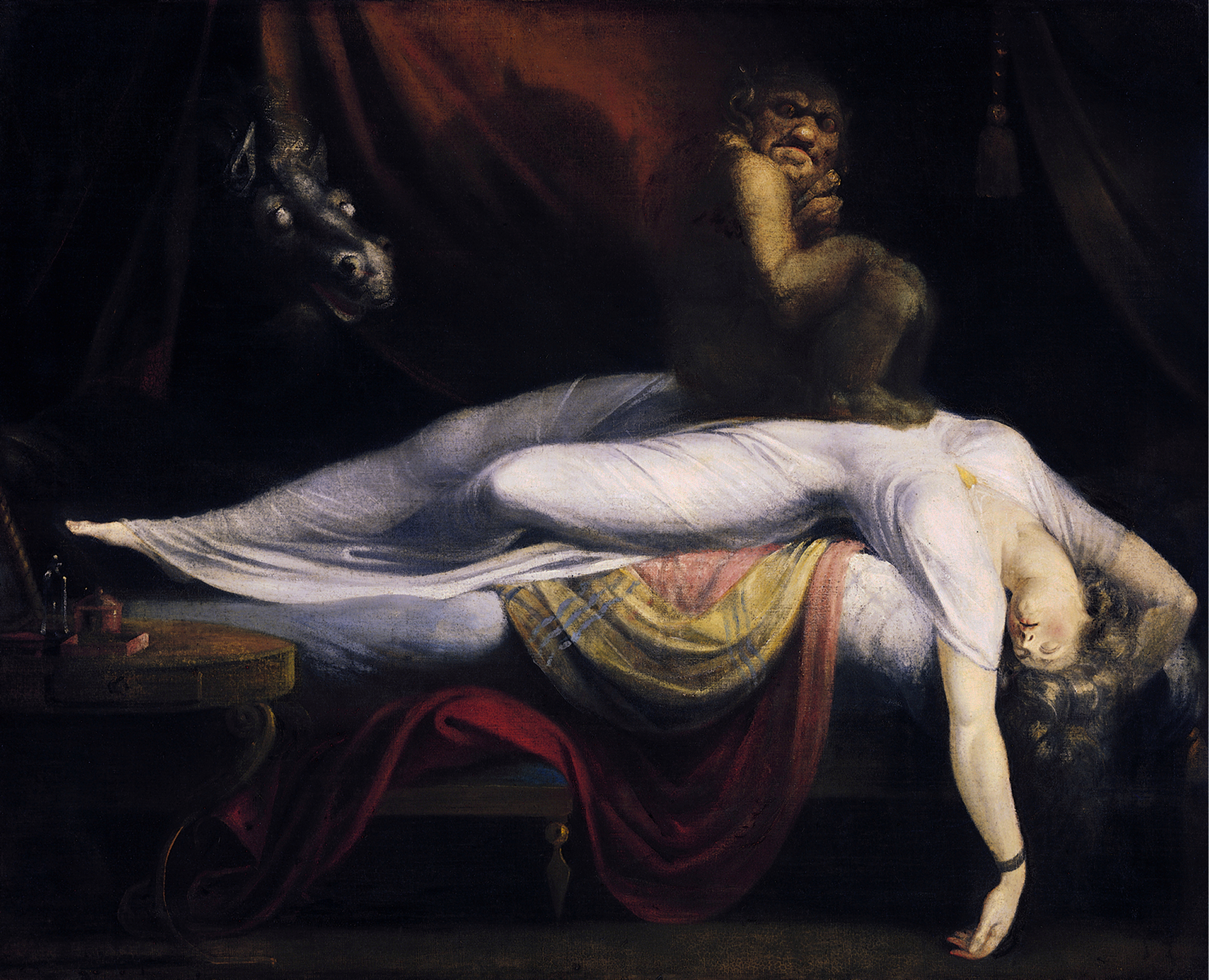
Schilderij van John Henry Fuseli - De Nachtmerrie

In de Noordse mythologie zijn de svartalfer (zwarte elfen, wordt meestal vertaald als nachtelfen) de tegenhangers van de lichtelfen. De lichtelfen wonen in Alfheim, de svartalfer in Svartalfheim.
Volgens de Noordse mythologie zijn de svartalfer kwaadaardig. Ze zien eruit als mensen, maar zijn zo zwart als de nacht.
De svartalfer worden vaak verward met de dwergen, en hun rijk met het rijk van de dwergen, Nidavellir. Toch zijn er duidelijke verschillen. Zo zijn dwergen - in tegenstelling tot nachtelfen - over het algemeen goedaardig. Ook leven dwergen in Nidavellir, niet in Svartalfheim.
In de Engelse folklore werden nachtelfen "goblins" genoemd, wat vertaald wordt als aardman. Na de kerstening van de Vikingen, waarmee ook hun mythologie in de vergetelheid raakte, bleef de Engelse goblin nog bestaan, maar zijn kwaadaardigheid nam af in de loop der tijd, tot hij gewoon een vervelende grapjas werd.

## In de moderne fantasyliteratuur
In De Hobbit, zijn eerste gepubliceerde werk over Midden-aarde, noemde Tolkien zijn nachtelfen "goblins" (in de Nederlandstalige uitgave: aardmannen). In zijn overige werken gebruikt hij de Welshe benaming "orc" in plaats van "goblin", maar in zijn inleiding tot In de Ban van de Ring schrijft hij wel dat het om hetzelfde wezen gaat.
Later zijn het concept en de naam van de ork overgenomen door verschillende andere fantasy-schrijvers, die daarbij vergaten dat een ork, een aardman en een duistere elf in feite één en hetzelfde wezen zijn. Daardoor lopen in veel moderne fantasy-werken zowel orks, aardmannen als duistere varianten van de elf rond.